# Coelobathra
Coelobathra és un gènere d'arnes de la família Crambidae. Conté només una espècie, Coelobathra ochromorpha, que es troba a Austràlia.